# Vítor Covilhã
Vítor da Cruz Covilhã (né le 8 décembre 1972 à Luanda, en Angola) était un ancien joueur de football international angolais. Il a joué dans différents clubs portugais et avec l'équipe d'Angola de football au poste de milieu de terrain.

## Carrière

### En club
Vítor Covilhã commence sa carrière avec l'UR Mirense en troisième division. Par la suite il enchaîne différents clubs portugais, et parvient à atteindre à jouer en deuxième division avec le Naval 1° de Maio à la suite de la promotion du club pendant la saison 1997-98 en troisième division.
Joueur important de l'équipe, Vítor est un titulaire indiscutable et joue régulièrement avec son club. Ses belles performances lui ont valu d'être recruté par le Sporting Espinho par la suite, avant de rejoindre le CD Nacional où il parvient avec son équipe à obtenir l'accession en première division la saison suivante.
Par la suite sa carrière régresse, et Vítor se voit évoluer dans différents clubs portugais, où il joue en troisième et quatrième division portugaise jusqu'à sa fin de carrière pendant la saison 2005-06 aux dépens de l'AD Valonguense.

### Carrière internationale
Covilhã joue trois matchs pour l'équipe d'Angola de football lors de l'année 2000. Il fait ses débuts internationaux à l'âge de vingt-huit ans.
Sur ses trois rencontres avec l'équipe nationale, il est l'auteur d'un but avec les palancas negras lors du match retour des Éliminatoires de la coupe du monde 2002 entre l'Angola et le Swaziland (7-1), où Vítor Covilhã inscrit le sixième but des Angolais durant la rencontre.
Sa performance lors de la troisième rencontre reste encore inconnu à ce jour. Durant l'année il effectuera trois sélections avec l'Angola, sous les ordres des sélectionneurs Carlos Alhinho et José Kilamba.

## Statistiques
| Saison                | Club                  | Championnat           | Championnat | Championnat | Coupe(s) nationale(s) | Coupe(s) nationale(s) | Sélection | Sélection | Sélection | Total | Total |
| Saison                | Club                  | Division              | M.          | B.          | M.                    | B.                    | Équipe    | M.        | B.        | M.    | B.    |
| 1991-1992             | UR Mirense            | 3                     | 30          | 4           | -                     | -                     | -         | -         | -         | 30    | 4     |
| Sous-total            | Sous-total            | Sous-total            | 30          | 4           | -                     | -                     | -         | -         | -         | 30    | 4     |
| 1992-1993             | CD Torres Novas       | 3                     | 28          | 3           | -                     | -                     | -         | -         | -         | 28    | 3     |
| Sous-total            | Sous-total            | Sous-total            | 28          | 3           | -                     | -                     | -         | -         | -         | 28    | 3     |
| 1993-1994             | Caldas SC             | 3                     | 30          | 2           | -                     | -                     | -         | -         | -         | 30    | 2     |
| 1994-1995             | Caldas SC             | 3                     | 29          | 2           | -                     | -                     | -         | -         | -         | 29    | 2     |
| Sous-total            | Sous-total            | Sous-total            | 59          | 4           | -                     | -                     | -         | -         | -         | 59    | 4     |
| 1995-1996             | Naval 1° de Maio      | 3                     | 31          | 9           | -                     | -                     | -         | -         | -         | 31    | 9     |
| 1996-1997             | Naval 1° de Maio      | 3                     | -           | -           | -                     | -                     | -         | -         | -         | 0     | 0     |
| 1997-1998             | Naval 1° de Maio      | 3                     | 24          | 2           | -                     | -                     | -         | -         | -         | 24    | 2     |
| 1998-1999             | Naval 1° de Maio      | 2                     | 31          | 2           | -                     | -                     | -         | -         | -         | 31    | 2     |
| Sous-total            | Sous-total            | Sous-total            | -           | -           | -                     | -                     | -         | -         | -         | 0     | 0     |
| 1999-2000             | Sporting Espinho      | 2                     | 27          | 3           | 1                     | 0                     | -         | -         | -         | 28    | 3     |
| 2000-2001             | Sporting Espinho      | 2                     | 31          | 3           | 1                     | 0                     | Angola    | 3         | 1         | 35    | 4     |
| Sous-total            | Sous-total            | Sous-total            | 58          | 6           | 2                     | 0                     | -         | -         | -         | 60    | 6     |
| 2001-2002             | CD Nacional           | 2                     | 20          | 1           | 1                     | 0                     | -         | -         | -         | 21    | 1     |
| Sous-total            | Sous-total            | Sous-total            | 20          | 1           | 1                     | 0                     | -         | -         | -         | 21    | 1     |
| 2002-2003             | FC Pampilhosa         | 4                     | -           | -           | -                     | -                     | -         | -         | -         | 0     | 0     |
| Sous-total            | Sous-total            | Sous-total            | -           | -           | -                     | -                     | -         | -         | -         | 0     | 0     |
| 2003-2004             | CD Fátima             | 3                     | 30          | 0           | -                     | -                     | -         | -         | -         | 30    | 0     |
| Sous-total            | Sous-total            | Sous-total            | 30          | 0           | -                     | -                     | -         | -         | -         | 30    | 0     |
| 2004-2005             | UD Tocha              | 4                     | -           | -           | -                     | -                     | -         | -         | -         | 0     | 0     |
| Sous-total            | Sous-total            | Sous-total            | -           | -           | -                     | -                     | -         | -         | -         | 0     | 0     |
| 2005-2006             | AD Valonguense        | 4                     | -           | -           | -                     | -                     | -         | -         | -         | 0     | 0     |
| Sous-total            | Sous-total            | Sous-total            | -           | -           | -                     | -                     | -         | -         | -         | 0     | 0     |
| Total sur la carrière | Total sur la carrière | Total sur la carrière | 311         | 31          | -                     | -                     | -         | 3         | 1         | 314   | 32    |

## Palmarès
Néant